# Rockshow
Pour plus de détails, voir Fiche technique et Distribution.
Rockshow est un  documentaire musical américain réalisé par Bob Mercer, sorti en 1980.
Le film retrace la tournée nord-américaine effectuée par Paul McCartney et son groupe Wings, durant l'année 1976.

## Liste des chansons
- Venus and Mars
- Rock Show
- Jet
- Let Me Roll It
- Spirits of Ancien Egypt
- Medicine Jar
- Maybe I'm Amazed
- Call Me Back Again
- Lady Madonna
- The Long and Winding Road
- Live and Let Die
- Picasso’s Last Words (Drink to Me)
- Richard Cory
- Bluebird
- I've Just Seen a Face
- Blackbird
- Yesterday
- You Gave Me the Answer
- Magneto and Titanium Man
- Go Now
- My Love
- Listen to What the Man Said
- Let 'Em In
- Time to Hide
- Silly Love Songs
- Beware My Love
- Letting Go
- Band on the Run
- Hi, Hi, Hi
- Soily

## Fiche technique

### Interprètes
- Paul McCartney : chant, chœurs, basse, guitare acoustique, piano, claviers
- Linda McCartney : claviers, synthétiseur, percussions, chœurs
- Denny Laine : guitare acoustique, guitare électrique, basse, piano, claviers, percussions, harmonica, chœurs, chant
- Jimmy McCulloch : guitare acoustique, guitare électrique, basse, chœurs, chant
- Joe English : batterie, percussions, chœurs
- Thaddeus Richard : saxophone, clarinette, flûte traversière, percussions
- Howie Casey : saxophone, percussions
- Steve Howard : trompette, bugle, percussions
- Tony Dorsey : trombone, percussions